# En enkelt til Korsør
En enkelt til Korsør (eng. titel: Oneway-ticket to Korsør) er et dansk romantisk komediedrama fra 2008.
Filmen er instrueret af Gert Fredholm og manuskriptet er skrevet af Gert Duve Skovlund og Mikael Olsen. De tre har tidligere lavet spillefilmen At klappe med én hånd. Filmen er produceret af Zentropa.
Det Danske Filminstitut støttede produktionen af filmen med i alt 6 mio. kr. Filmen blev desuden støttet af bl.a. DR, Slagelse Kommune og Korsør Erhvervsforening.

## Medvirkende
- Carsten Bjørnlund
- Lærke Winther Andersen
- Kurt Ravn
- Joen Højerslev
- Signe Skov
- Bjarne Henriksen
- Charlotte Sieling
- Benjamin Boe Rasmussen
- Lisbeth Wulff
- Elith Nulle Nykjær Jørgensen
- Laura Bro
- Ann Hjort
- Susan A. Olsen